# Arapin Petra Velikog (roman)
Arapin Petra Velikoga (rus. Ара́п Петра́ Вели́кого) - nedovršeni povijesni roman A.S. Puškina, pisan od 1827. do 1828. u Mihajlovskom.
Roman je prvo prozno djelo slavnog ruskog pjesnika, kojeg stvara na osnovi dokumentarnog i povijesnog materijala iz života svog pretka Ibrahima Hanibala za vrijeme vladavine Petra I.
Odlomci dvaju poglavlja objavljeni su 1829. – 1830., a svih šest poglavlja objavljeno je postumno 1837.

## Pozadina
Puškin je započeo rad na romanu krajem srpnja 1827. u Mihajlovskom, te je u proljeće 1828. čitao skice svojim prijateljima, uključujući pjesnika P. Vjazemskog. Tijekom Puškinova života objavljena su dva fragmenta: u književnom almanahu Sjeverno cvijeće (1829.) i u časopisu Literaturnaja gazeta (ožujak 1830.). Sve ostale dijelove romana su prvi put objavili nakon Puškinove smrti urednici časopisa Sovremennik 1837., koji su romanu također dali sadašnji naziv.
Glavni se lik romana, Ibrahim, djelomično temelji na Puškinovom pradjedu po majci, Ibrahimu Hanibalu, Afrikancu kojeg su doveli u Rusiju za vrijeme vladavine Petra Velikog. Puškin je spojio svoje interese za povijest i genealogiju da opiše transformaciju Rusije na početku 18. stoljeća; tome će se razdoblju ruske povijesti Puškin vratiti poemom Poltava 1829. Utjecajni književni kritičar Visarion Grigorjevič Bjelinski je napisao: "da je taj roman dovršen isto tako dobro kako je i započet, imali bi izvrstan povijesni ruski roman koji prikazuje običaje najveće epohe ruske povijesti".
Razlog zbog kojeg Puškin nije dovršio roman nije poznat, i nije se sačuvala niti jedna njegova skica koja bi nam pokazala kako je namjeravao razviti zaplet. Prema A.N. Vuljfu, Puškinovom prijatelju, "glavna intriga romana, kao što je rekao Puškin, bit će nevjera arapinove žene, koja će roditi bijelo dijete, te će biti kažnjena progonom u manastir".

## Radnja
Roman započinje opisom morala i manira francuskog društva u prvoj četvrtini 18. stoljeća; Ibrahimovim životom u Parizu, njegovim uspjehom u francuskom društvu, te njegovoj romansi s francuskom groficom. No "zove ga Petar i njegov vlastiti neodređeni osjećaj dužnosti" te se vraća u Rusiju. Sljedeća poglavlja, prepuna povijesnih opisa i antikvarijanizama, skiciraju različite slojeve ruskog društva: bal u Zimskom dvorcu i objed u domu boljara Gavrile Rževskog. Objed prekida dolazak cara, koji želi oženiti Ibrahima s Gavrilovom kćeri Natalijom.

## Adaptacije
- 1961. - opera The Blackamoor of Peter the Great, kompozitor Arthur Lourie[4]
- 1976. - film Arapin Petra Velikoga (rus. Сказ про то, как царь Пётр арапа женил), USSR, redatelj Aleksandr Mitta, u glavnoj ulozi Vladimir Visocki[5]

## Prijevodi djela na hrvatski jezik
Djelo su na hrvatski jezik preveli Tomislav Prpić (Izabrana djela, Hrvatski izdavalački bibliografski zavod, Zagreb, 1944.) i Božidar Kovačević (Proza, Kultura, Zagreb, 1950., Izabrane pripovijetke, Naprijed, Zagreb, 1959.).

## Vanjske poveznice
- Ruska virtualna biblioteka: Arap Petra Velikoga (tekst na ruskom jeziku)
- YouTube, Skaz pro to, kak car' Petr arapa ženil, kanal Mosfilma